# Balthasar Wohlgemuth

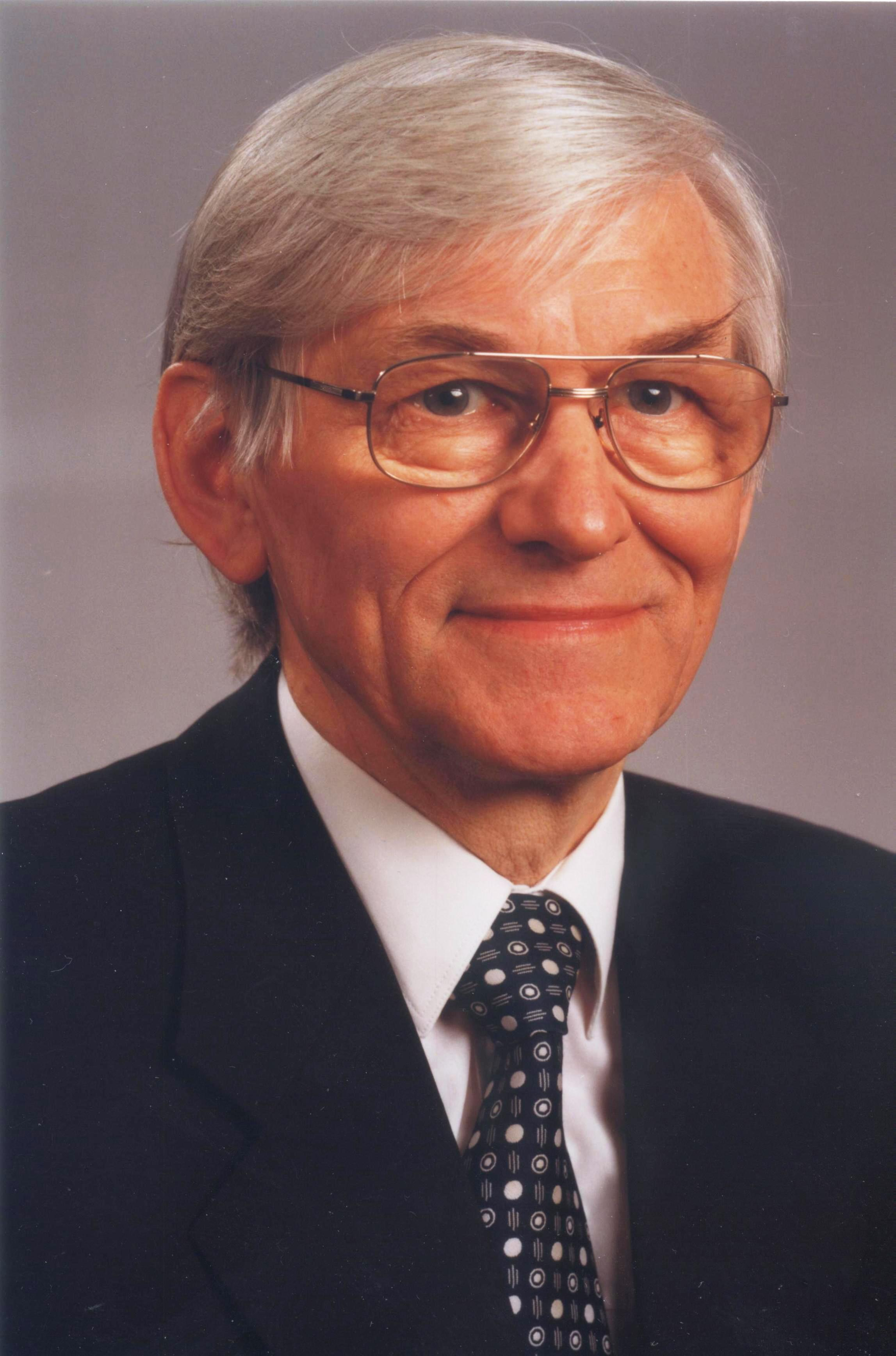
Balthasar Wohlgemuth

Balthasar Johann Wohlgemuth (* 18. Juli 1930 in Königsberg (Preußen); † 30. April 2019 in Leipzig) war ein deutscher Pathologe.

## Leben
Balthasar Wohlgemuth entstammte einer Arztfamilie, die es als Folge des Zweiten Weltkriegs nach Sachsen verschlug. Nach Schulbesuch in Meißen und Abitur 1949 in Leipzig wurde er zunächst nicht zum Studium zugelassen. Nach einer zweijährigen Tätigkeit im Handel konnte er 1951 das Medizinstudium an der Universität Leipzig beginnen, das er 1957 mit der Promotion abschloss. Der Titel der Dissertationsarbeit lautete „Behandlungsergebnisse der eitrigen Meningitiden im Kindesalter an der Universitäts-Kinderklinik Leipzig in den Jahren 1943–1953.“
Nach Pflichtassistenzen in Guben und Spremberg begann er 1958 seine Tätigkeit am Pathologischen Institut der inzwischen umbenannten Karl-Marx-Universität Leipzig. Hier wurde er 1962 Facharzt für Pathologische Anatomie und habilitierte sich mit dem Thema „Morphologische Befunde bei der Fibrillogenese der Lebercirrhose unter besonderer Berücksichtigung autoradiographischer Untersuchungen bei der experimentellen Thioacetamid-Cirrhose“. Die gastroenterologische Pathologie blieb auch weiterhin sein Arbeitsgebiet. 1968 wurde er Oberarzt.
Obwohl er bereits 1971 die Facultas Docendi abgelegt hatte, blieb ihm bis 1988, als er eine außerordentliche Dozentur erhielt, eine Lehrtätigkeit versagt. Dass er nie einer Partei angehörte, war wohl ein Hinderungsgrund. 1990 wurde er außerordentlicher Professor für Pathologie und 1992 Professor für Klinische Pathologie.
Nach der deutschen Wiedervereinigung wirkte er maßgeblich an der demokratischen Erneuerung der Universität Leipzig mit. Von 1990 bis 1995 war er Studiendekan der Medizinischen Fakultät und vor seinem Übergang in den Ruhestand 1996 noch kommissarischer Direktor des Instituts für Pathologie. Von 1996 bis 2015 war er als Honorarmitarbeiter an einem privaten Institut für Pathologie in Leipzig tätig.
Balthasar Wohlgemut war Mitglied in verschiedenen wissenschaftlichen Gremien und wesentlich an der Vereinigung der Gastroenterologischen Gesellschaften beider deutscher Staaten beteiligt.

## Ehrungen
- 1984: Ismar-Boas-Medaille[3]
- 1988: Kettler-Medaille
- 1998: Ehrenmitglied der Mitteldeutschen Gesellschaft für Gastroenterologie[4]
- 1999: Ehrenmitglied der Deutschen Gesellschaft für Gastroenterologie, Verdauungs- und Stoffwechselkrankheiten[5]

## Schriften (Auswahl)
- Allgemeine und spezielle Pathologie. 2. überarb. Aufl., Barth, Leipzig 1990, ISBN 978-3-335-00234-5
- Leber, Galle, Bauchspeicheldrüse. Birkhäuser Verlag, Basel 1988, ISBN 978-3-7643-1965-6
- Allgemeine Pathologie für mittlere medizinische Fachkräfte. 5. Aufl., Verlag Volk und Gesundheit, Berlin 1987
- Die Leber – gesund und krank. 2. Aufl., Verlag Volk und Gesundheit, Berlin 1982
- Erkrankungen des Gallensystems. 2. Aufl., Verlag Volk und Gesundheit, Berlin 1980
- 116 Originalarbeiten als Erst- und Koautor in wissenschaftlichen Zeitschriften